# 真夜中に交わした約束〜薔薇の婚礼〜
「真夜中に交わした約束〜薔薇の婚礼〜」はKlahaがMALICE MIZER加入後3枚目のシングル。2001年10月30日にMidi:Nette M.†.Mから発売された。

## 概要
4曲入りCD＆DVDのセット。メンバーらが初出演および初主演した映画『薔薇の婚礼〜真夜中に交わした約束〜』（2001年11月3日公開）のメインテーマである。収録された他3曲も劇中で使用されている。DVD「真夜中に交わした約束～薔薇の婚礼～」はこの映画の未公開映像を含む特別編集されたPVである。品番はMMCD-025。

## 収録曲
1. 真夜中に交わした約束 [6:03]
2. 真夜中に交わした約束(Instrumental) [6:08]
3. 聖なる刻 永遠の祈り(Instrumental)[8:14]
4. 地下水脈の迷路(Instrumental) [5:32]